# Дамбел
Дамбел (итал. Dambel) је насеље у Италији у округу Тренто, региону Трентино-Јужни Тирол.
Према процени из 2011. у насељу је живело 412 становника. Насеље се налази на надморској висини од 742 м.

## Становништво
| 1931. | 1936. | 1951. | 1961. | 1971. | 1981. | 1991. | 2001. | 2011. |
| ----- | ----- | ----- | ----- | ----- | ----- | ----- | ----- | ----- |
| 649   | 615   | 607   | 535   | 527   | 468   | 432   | 424   | 435   |